# Gnorimosphaeroma chinense
Gnorimosphaeroma chinense är en kräftdjursart som först beskrevs av Tattersall1921.  Gnorimosphaeroma chinense ingår i släktet Gnorimosphaeroma och familjen klotkräftor. Inga underarter finns listade i Catalogue of Life.